# Јаромир Јагр
Јаромир Јагр (чеш. Jaromír Jágr; рођен 15. септембра 1972. у Кладну, Чехословачка) је професионални играч хокеја на леду из Чешке Републике. Игра у нападу на позицији десног крила. Тренутно игра у НХЛ клубу Филаделфија флајерси.
Играчку каријеру започео је у јуниорској екипи клуба из свог родног места ХК Кладно (1984/88), а наставио у сениорској постави истог клуба. Јагр је изабран као пети пик на драфту НХЛ лиге 1990. од стране екипе Питсбург пенгвинса у којима је одиграо 11 сезона и освојио две титуле Стенли купа (1991. и 1992). Са репрезентацијом Чешке освојио је златну медаљу на Олимпијским играма 1998. у Нагану и бронзу у Торину 2006. године. Власник је и две златне медаље са светских првенстава (2005. и 2010). На Олимпијским играма у Ванкуверу 2010. Јагр је на церемонији свечаног отварања носио заставу своје земље.
Члан је престижне хокејашке Златне тројке од 2005. године и тек један од двојице чешких играча са овим признањем (други је Јиржи Шлегр). Јагр је сувласник у хокејашком клубу Кладно који се такмичи у чешкој екстралиги.

## Играчка каријера
Јагр је играчку каријеру започео са 13 година (1984) играјући у јуниорској екипи ХК Кладно из које је касније (у сезони 1988/89) прешао у сениорку екипу истог тима. Већ у првој сениорској сезони одиграо је 39 утакмица и имао скор од 8 голова и 10 асистенција (укупно 18 бодова) што је за играча од свега 17 година био велики резултат.

### НХЛ лига
На НХЛ драфту 1990. екипа Питсбург пенгвинса одабрала је Јагра као 5. пика, и тако је Јаромир постао први чешки играч који је легално (без претходног пребега) заиграо у САД а пре пада Гвоздене завесе. Већ у првој сезони у дресу тима из Питсбурга био је један од носилаца игре своје екипе са којом је дошао чак и до титуле Стенли купа. Јагр је један од најмлађих играча у историји НХЛ који је успео да постигне погодак у финалној серији Стенли купа (тада је имао 20 година). Пенгвинси су и наредне године одбранили титулу.
У сезони 1994/95. освојио је трофеј Арт Рос за најбољег поентера у регуларном делу сезоне са 70 поена (30 голова и 40 асистенција). Већ следеће године оборио је властити рекорд постигавши 149 поена и тако постао најуспешнији Европљанин у НХЛ историји у овој категорији (62 гола и 87 асистенција су остали његов лични рекорд за сва времена). Већ 1999. додељен му је Хартов меморијал за најуспешнијег играча у лиги. На утакмици против Ајландерса 30. децембра 1999. Јагр је поставио лични рекорд од 7 поена (3 гола и 4 асистенције). Тај рекорд је изједначио још једино у утакмици против Пантерса 13. јануара 2003. (тада је играо у дресу Капиталса).
Пенгвинси су трејдовали Јагра заједно са Кучером у Вашингтон капиталсе 11. јула 2001. у замену за три играча. У 11 сезона колико је провео у Пенгвинсима, Јагр је одиграо 806 утакмица и са преко 1.000 освојених поена други је играч у историји клуба из Питсбурга по ефикасности (после Марија Лемјуа).
Јагр је уговор са екипом из Вашингтона потписао средином 2001. године. Уговор на 7 година вредео је до тада рекордних 77 милиона америчких долара, уз годишњу плату од 11 милиона долара. Међутим иако је у Капиталсе стигао као велика звезда од које су се очекивале велике игре, Јагр је у потпуности подбацио. У три сезоне колико је провео у екипи из главног града САД тим је само једном успео да се пласира у доигравање и то у сезони 2002/03, али су већ у првој утакмици изгубили од Лајтнингса. Због свега је Јагр након само 3 сезоне у Вашингтону трејдован у њујоршке Ренџере (23. јануар 2004)
Након слабашне прве сезоне у Ренџерсима (сезона 2003/04) у којој екипа из Њујорка поново није успела да обезбеди пласман у плејоф (седми пут за редом) уследио је једногодишњи прекид због „локаута“ у сезони 2004/05. Јагр је поменуту сезону провео у Европи играјући за екипе чешког Кладна и руског Авангарда. НХЛ лига је настављена у сезони 2005/06. уз одличне партије Јаромира Јагра у дресу Ренџерса. У првих 10 утакмица нове сезоне успео је да постигне 10 погодака. Ренџерси су те сезоне напокон успели да се пласирају у плејоф али су испали одмах на старту доигравања од Њу Џерзи девилса, а Јагр је одиграо свега три утакмице након чега се повредио. Исте сезоне успео ја да постигне свој 1.400. НХЛ поен (2. марта 2006. против Флајерса).
Пре почетка нове 2006/07. сезоне проглашен је за 24. капитена Ренџерса и на тој позицији заменио дотадашњег капитена, легендарног Марка Месјеа који се повукао из активног играња пре почетка сезоне. Капитенско признање прославио је поготком већ у првој утакмици нове сезоне против Капиталса након свега 30 секунди игре.
На утакмици против Лајтнингса одиграној 19. новембра 2006. Јагр је постигао свој 600-ти погодак у НХЛ каријери, а нешто касније (10. фебруара 2007) асистенција упућена Михалу Розсивалу на утакмици против Капиталса значила је и Јагров 1.500 поен у НХЛ лиги. У дресу Ренџерса провео је укупно 4 сезоне, одиграо 350 утакмица уз 340 освојених бодова (134 гола и 206 асистенција).

### КХЛ лига
Након истека уговора са екипом Ренџерса 3. јула 2008. (тада је Јагр по први пут у каријери понео статус слободног играча) Јагр је одлучио да се врати у Русију у КХЛ лигу где је планирао да одигра наредне две сезоне а потом да се врати у свој матични клуб Кладно да заврши играчку каријеру. Потписао је уговор на две плус једна година са екипом Авангарда из Омска уз плату од 5 милиона долара годишње. Нешто касније проглашен је за капитена своје нове екипе. У разним инетрвјуима датих током 2009. ипак није одбацивао могућност повратка у НХЛ лигу након завршетка уговора са Авангардом.
У екипи из Омска одиграо је укупно 4 сезоне (рачунајући и наступе из сезоне 2004/05). Одиграо је 187 утакмица уз 217 постигнутих поена (93 гола и 124 асистенције). У сезони 2009/10 Јагр је био најбољи стрелац и поентер у клубу. На утакмици против Бариса 28. јануара 2011. Јагр је постигао свој 200. и 201. поен у КХЛ лиги, а са укупно 93 гола у дресу Авангарда налази се на петом месту најбољих стрелаца тог клуба у историји.

### Повратак у НХЛ
Након окончања уговора са Авангардом Јагр је изразио жељу за повратком у НХЛ лигу. Прва опција је била његов бивши клуб из Питсбурга који је нудио 2 милиона долара за једногодишњи уговор. Међутим помало изненађујуће, Јагр је 1. јула 2011. потписао уговор вредан 3,3 милиона долара са другим клубом из Пенсилваније, Филаделфија флајерсима (за сезону 2011/12).
Већ на дебију за Флајерсе постигао је свој 1.600 поен у НХЛ лиги (асистенција ка Клоду Жируу на утакмици против Бруинса 6. октобра 2011). Прва два поготка постигао је 24. октобра на утакмици против Мејпл лифса, а већ 5 дана касније против Харикенса постигао је свој 600. погодак у НХЛ лиги.

### Клупска статистика
| 1984/85.            | Кладно јуниори       | Чехословачка        | 34   | 24  | 17  | 41   | —   | —   | —  | —   | —   | —   |
| 1985/86.            | Кладно јуниори       | Чехословачка        | 36   | 41  | 29  | 70   | —   | —   | —  | —   | —   | —   |
| 1986/87.            | Кладно јуниори       | Чехословачка        | 30   | 35  | 35  | 70   | —   | —   | —  | —   | —   | —   |
| 1987/88.            | Кладно јуниори       | Чехословачка        | 35   | 57  | 27  | 84   | —   | —   | —  | —   | —   | —   |
| 1988/89.            | ХК Кладно            | Чехословачка        | 29   | 3   | 3   | 6    | 4   | 10  | 5  | 7   | 12  | 0   |
| 1989/90.            | ХК Кладно            | Чехословачка        | 42   | 22  | 28  | 50   | —   | 9   | 8  | 2   | 10  | —   |
| 1990/91.            | Питсбург пенгвинси   | НХЛ                 | 80   | 27  | 30  | 57   | 42  | 24  | 3  | 10  | 13  | 6   |
| 1991/92.            | Пенгвинси            | НХЛ                 | 70   | 32  | 37  | 69   | 34  | 21  | 11 | 13  | 24  | 6   |
| 1992/93.            | Пенгвинси            | НХЛ                 | 81   | 34  | 60  | 94   | 61  | 12  | 5  | 4   | 9   | 23  |
| 1993/94.            | Пенгвинси            | НХЛ                 | 80   | 32  | 67  | 99   | 61  | 6   | 2  | 4   | 6   | 16  |
| 1994/95.            | ХК Кладно            | Чешка               | 11   | 8   | 14  | 22   | 10  | —   | —  | —   | —   | —   |
| 1994/95.            | ХК Болцано           | Турнир 6 нација     | 5    | 8   | 8   | 16   | 4   | —   | —  | —   | —   | —   |
| 1994/95.            | ХК Болцано           | Италија А           | 1    | 0   | 0   | 0    | 0   | —   | —  | —   | —   | —   |
| 1994/95.            | Шалкер Хаје          | Немачка 2           | 1    | 1   | 10  | 11   | 0   | —   | —  | —   | —   | —   |
| 1994/95.            | Пенгвинси            | НХЛ                 | 48   | 32  | 38  | 70   | 37  | 12  | 10 | 5   | 15  | 6   |
| 1995/96.            | Пенгвинси            | НХЛ                 | 82   | 62  | 87  | 149  | 96  | 18  | 11 | 12  | 23  | 18  |
| 1996/97.            | Пенгвинси            | НХЛ                 | 63   | 47  | 48  | 95   | 40  | 5   | 4  | 4   | 8   | 4   |
| 1997/98.            | Пенгвинси            | НХЛ                 | 77   | 35  | 67  | 102  | 64  | 6   | 4  | 5   | 9   | 2   |
| 1998/99.            | Пенгвинси            | НХЛ                 | 81   | 44  | 83  | 127  | 66  | 9   | 5  | 7   | 12  | 16  |
| 1999/00.            | Пенгвинси            | НХЛ                 | 63   | 42  | 54  | 96   | 50  | 11  | 8  | 8   | 16  | 6   |
| 2000–01             | Пенгвинси            | НХЛ                 | 81   | 52  | 69  | 121  | 42  | 16  | 2  | 10  | 12  | 18  |
| 2001/02.            | Вашингтон капиталси  | НХЛ                 | 69   | 31  | 48  | 79   | 30  | —   | —  | —   | —   | —   |
| 2002/03.            | Капиталси            | НХЛ                 | 75   | 36  | 41  | 77   | 38  | 6   | 2  | 5   | 7   | 2   |
| 2003/04.            | Капиталси            | НХЛ                 | 46   | 16  | 29  | 45   | 26  | —   | —  | —   | —   | —   |
| 2003/04.            | Њујорк ренџерси      | НХЛ                 | 31   | 15  | 14  | 29   | 12  | —   | —  | —   | —   | —   |
| 2004/05.            | ХК Кладно            | Чешка               | 17   | 11  | 17  | 28   | 16  | —   | —  | —   | —   | —   |
| 2004/05.            | ХК Авангард          | РСЛ                 | 32   | 16  | 22  | 38   | 63  | 11  | 4  | 10  | 14  | 22  |
| 2005/06.            | Ренџерси             | НХЛ                 | 82   | 54  | 69  | 123  | 72  | 3   | 0  | 1   | 1   | 2   |
| 2006/07.            | Ренџерси             | НХЛ                 | 82   | 30  | 66  | 96   | 78  | 10  | 5  | 6   | 11  | 12  |
| 2007/08.            | Ренџерси             | НХЛ                 | 82   | 25  | 46  | 71   | 58  | 10  | 5  | 10  | 15  | 12  |
| 2008/09.            | Авангард             | КХЛ                 | 55   | 25  | 28  | 53   | 62  | 9   | 4  | 5   | 9   | 4   |
| 2009/10.            | Авангард             | КХЛ                 | 51   | 22  | 20  | 42   | 50  | 3   | 1  | 1   | 2   | 0   |
| 2010/11.            | Авангард             | КХЛ                 | 49   | 19  | 31  | 50   | 48  | 14  | 2  | 7   | 9   | 8   |
| 2011/12.            | Филаделфија флајерси | НХЛ                 | 24   | 10  | 14  | 24   | 12  | -   | -  | -   | -   | -   |
| Екстралига укупно 0 | Екстралига укупно 0  | Екстралига укупно 0 | 99   | 44  | 62  | 106  | 30  | 19  | 13 | 9   | 22  | 0   |
| КХЛ укупно0         | КХЛ укупно0          | КХЛ укупно0         | 187  | 82  | 102 | 184  | 223 | 37  | 11 | 30  | 41  | 34  |
| НХЛ укупно0         | НХЛ укупно0          | НХЛ укупно0         | 1273 | 646 | 953 | 1599 | 907 | 169 | 77 | 104 | 181 | 149 |

## Репрезентативна каријера
Репрезентативну каријеру Јагр је започео на Европском првенству за јуниоре 1989. у дресу Чехословачке, а већ наредне године освојио је и прве медаље националном дресу. Биле су то бронзе на светском јуниорском првенству и на светском првенству 1990. године.
Највећи успех остварио је освајањем златне олимпијске медаље на играма у Нагану 1998. године.
На светским првенствима освојио је укупно 4 медаље, од чега две златне (2005. и 2010. године).

### Репрезентативна статистика
| Година   | Тим      | Такмичење |    | Ут. | Г  | A  | Бод | ИСК |
| -------- | -------- | --------- | -- | --- | -- | -- | --- | --- |
| 1989.    | ЧХС      | ЕПЈ       | 5  | 8   | 4  | 12 | 2   |     |
| 1990.    | ЧХС      | СПЈ       | 7  | 5   | 13 | 18 | 6   |     |
| 1990.    | ЧХС      | СП        | 10 | 3   | 2  | 5  | 2   |     |
| 1991.    | ЧХС      | CC        | 5  | 1   | 0  | 1  | 0   |     |
| 1994.    | Чешка    | СП        | 3  | 0   | 2  | 2  | 2   |     |
| 1996.    | Чешка    | СК        | 3  | 1   | 0  | 1  | 2   |     |
| 1998.    | Чешка    | ЗОИ       | 6  | 1   | 4  | 5  | 2   |     |
| 2002.    | Чешка    | ЗОИ       | 4  | 2   | 3  | 5  | 4   |     |
| 2002.    | Чешка    | СП        | 7  | 4   | 4  | 8  | 2   |     |
| 2004.    | Чешка    | СП        | 7  | 5   | 4  | 9  | 6   |     |
| 2004.    | Чешка    | СК        | 5  | 1   | 1  | 2  | 2   |     |
| 2005.    | Чешка    | СП        | 8  | 2   | 7  | 9  | 2   |     |
| 2006.    | Чешка    | ЗОИ       | 8  | 2   | 5  | 7  | 6   |     |
| 2009.    | Чешка    | СП        | 7  | 3   | 6  | 9  | 0   |     |
| 2010.    | Чешка    | ЗОИ       | 5  | 2   | 1  | 3  | 6   |     |
| 2010.    | Чешка    | СП        | 9  | 3   | 4  | 7  | 12  |     |
| 2011.    | Чешка    | СП        | 9  | 5   | 4  | 9  | 4   |     |
| Укупно 0 | Укупно 0 | Укупно 0  | 96 | 35  | 47 | 82 | 52  |     |

## Награде и признања
Награде у НХЛ
- Трофеј Стенли купа – 1991, 1992 (Питсбург)
- Хартов трофеј (МВП) – 1999.
- Финалиста: 1995, 1998, 2000, 2001, 2006.
- Арт Росов трофеј (за најбољег стрелца) – 1995, 1998, 1999, 2000, 2001.
- Награда Лестер Пирсон (најбољи играч по избору играча) – 1999, 2000, 2006.
- НХЛ ол-стар тим – 1995, 1996, 1998, 1999, 2000, 2001, 2006.
- НХЛ ол-стар друга постава – 1997.
- НХЛ почетник - 1991.

Остала признања
- Стегоноша на Зимским олимпијским играма 2010. у Ванкуверу
- Олимпијско злато на ЗОИ 1998. и сребро на ЗОИ 2006.
- ИИХФ Светски првак – 2005, 2010.
- ИИХФ европски клупски првак – 2005.
- Награда МОК „Спорт као инспирација младима“ – 2011.[10]
- Златна палица, најважније признање у чешком хокеју - 1995, 1996, 1999, 2000, 2002, 2005, 2006, 2007, 2008 и 2011.
- Изабран у идеалну поставу СП – 2004, 2005 и 2011.
- Најбољи нападач СП 2011 по избору ИИХФ-а
- Године 1998. Јагр је уврштен на листу 100 највећих хокејаша свих времена на 37. место према избору магазина Хоки њуз.[11]

## Занимљивости
- Током целе каријере Јагр је играо под бројем 68. Јагр је тај број одабрао у знак сећања на учеснике Прашког пролећа 1968. међу којима је био и његов дјед који је преминуо исте године у совјетском затвору.
- У конфесионалном погледу Јагр је припадник Православне цркве чешких земаља и Словачке. Православље је примио 2001. у Прашкој митрополији.[12]
- Јагр је више пута имао проблема са коцком, иако је увек те наводе жестоко негирао.[13][14]
- Током играња у Авангарду Јагр је доживео и велику непријатност када се на њега док је седио на клупи за резервне играче срушио млади руски хокејаш Алексеј Черепанов (рођен 1989) након што је колабирао на клупи.